# Dingliches Recht
Als dingliche Rechte (lateinisch ius in re) bezeichnet man Rechte einer Person zur unmittelbaren Herrschaft (dominium) über eine Sache, die gegenüber jedermann wirken. Es handelt sich damit um sogenannte absolute Rechte. Sie erstrecken sich auf bewegliche Sachen und Grundstücke, wobei der Kreis der dinglichen Rechte abschließend abgesteckt ist. Es handelt sich dabei unter anderem um:
- das Eigentum (dominium, proprietas),
- das Pfandrecht (pignus): die Hypothek, die Grund- und Rentenschuld,
- die Dienstbarkeit, auch Servitut (servitus),
- das Erbbaurecht (superficies),
- die Erbpacht (emphyteusis), entwickelt aus dem hochmittelalterlichen Lehnswesen (feudum).

Ob es sich bei dem Besitz (possessio) um ein (dingliches) Recht handelt oder lediglich um ein Faktum, ist in der Rechtswissenschaft umstritten. Jedenfalls genießt der Besitzer possessorische Besitzschutzansprüche („Recht aus Besitz“).
Aus dinglichen Rechten, sie sind nicht verjährbar, können dingliche Ansprüche entstehen. Als Beispiel sei hier der petitorische Eigentumsherausgabeanspruch („Recht zum Besitz“) genannt, oder die Betreibung der Zwangsvollstreckung in das besicherte Grundstück aus Hypothek (§ 1181 Abs. 1 BGB).
Rechtslage in einzelnen Ländern:
- Dingliches Recht (Deutschland)
- Dingliches Recht (Österreich)
- Dingliches Recht (Luxemburg)